# Teodoro López-Cuesta
Teodoro Tomás López-Cuesta Egocheaga (Oviedo, 1921 - ibíd., 13 de junio de 2014) fue un jurista, catedrático universitario y académico español, hombre destacado en el ámbito del Principado de Asturias.

## Biografía
Hijo de un dirigente de la Federación Socialista Asturiana, llamado Teodoro, odóntólogo y concejal de Oviedo, represaliado en la Guerra Civil con pena de muerte, conmutada después por cadena perpetua, López Cuesta consiguió ingresar en la Universidad de Oviedo compaginando su formación con el trabajo en una mantequería. Se licenció en Derecho y, tras ampliar sus estudios en Alemania, se doctoró con premio extraordinario con una tesis sobre la integración europea, aún antes de constituirse la Comunidad Económica Europea.
Fue profesor de la universidad ovetense en 1959, donde llegó a ocupar la cátedra de Economía y Hacienda en 1964, en sustitución de Valentín Andrés Álvarez, fue decano de la Facultad de Derecho, vicerrector y rector interino (1975-1977), para serlo después como titular (julio de 1977-1984), años que coincidieron con la expansión de la universidad que multiplicó por 20 el número de alumnos. Perdió las elecciones a rector en 1984 frente a Alberto Marcos Vallaure. Fue cofundador de la Escuela Asturiana de Estudios Hispánicos, de la Academia Asturiana de Jurisprudencia, académico de la Real Academia de Jurisprudencia y Legislación de España y de la de Ciencias Morales y Políticas, patrono de la Fundación Príncipe de Asturias y rector honorario de la Universidad de León, institución que ayudó a crear. Fue galardonado con la Orden del Mérito Civil y la Medalla de Plata de Asturias, y considerado «uno de los principales actores y partícipes de la historia» reciente de Asturias por el gobierno del Principado.